# Xenobrochus rotundus
Xenobrochus rotundus är en armfotingsart som beskrevs av Bitner 2008. Xenobrochus rotundus ingår i släktet Xenobrochus och familjen Dyscoliidae. Inga underarter finns listade i Catalogue of Life.